# Puchar Interkontynentalny w Lekkoatletyce 2018 – bieg na 110 m przez płotki mężczyzn
Bieg na 110 metrów przez płotki mężczyzn – jedna z konkurencji biegowych rozgrywana w ramach lekkoatletycznyego pucharu interkontynentalnego na Stadionie miejskim w Ostrawie-Witkowicach.

## Terminarz
Źródło: worldathletics.org.
| Data       | Godzina |
| ---------- | ------- |
| 9 września | 15:03   |

## Rekordy
Tabela prezentuje rekord świata, rekord pucharu interkontynentalnego, rekordy kontynentów oraz najlepszy wynik na listach światowych w sezonie 2018 przed rozpoczęciem mistrzostw.
|                                     | Zawodnik            | Wynik | Miejsce        | Data                  |
| ----------------------------------- | ------------------- | ----- | -------------- | --------------------- |
| Rekord świata                       | Aries Merritt       | 12,80 | Bruksela       | 7 września 2012(dts)  |
| Listy światowe                      | Siergiej Szubienkow | 12,92 | Székesfehérvár | 2 lipca 2018(dts)     |
| Rekord pucharu interkontynentalnego | Allen Johnson       | 12,96 | Ateny          | 17 września 2006(dts) |
| Rekord Afryki                       | Antonio Alkana      | 13,11 | Praga          | 5 czerwca 2017(dts)   |
| Rekord Ameryki Południowej          | Gabriel Constantino | 13,23 | Montreuil      | 19 czerwca 2018(dts)  |
| Rekord Ameryki Północnej            | Aries Merritt       | 12,80 | Bruksela       | 7 września 2012(dts)  |
| Rekord Australii i Oceanii          | Kyle Vander Kuyp    | 13,29 | Göteborg       | 11 sierpnia 1995(dts) |
| Rekord Azji                         | Liu Xiang           | 12,88 | Lozanna        | 11 lipca 2006(dts)    |
| Rekord Europy                       | Colin Jackson       | 12,91 | Stuttgart      | 20 sierpnia 1993(dts) |

## Rezultaty
Źródło: worldathletics.org.
| Pozycja | Tor | Zawodnik                | Drużyna        | Czas  | Punkty | Uwagi |
| ------- | --- | ----------------------- | -------------- | ----- | ------ | ----- |
| 1.      | 2   | Siergiej Szubienkow     | Europa         | 13,03 | 8      |       |
| 2.      | 3   | Ronald Levy             | Ameryka        | 13,12 | 7      | SB    |
| 3.      | 6   | Pascal Martinot-Lagarde | Europa         | 13,31 | 6      |       |
| 4.      | 4   | Antonio Alkana          | Afryka         | 13,36 | 5      |       |
| 5.      | 7   | Devon Allen             | Ameryka        | 13,57 | 4      |       |
| 6.      | 5   | Taiō Kanai              | Azja i Oceania | 13,72 | 3      |       |
| 7.      | 1   | Ahmed Al-Muwallad       | Azja i Oceania | 13,83 | 2      |       |
| 8.      | 8   | Oyeniyi Abejoye         | Afryka         | 13,84 | 1      | PB    |

## Klasyfikacja drużynowa
Źródło:
| Miejsce | Drużyna        | Punkty indywidualne | Punkty drużynowe        |
| ------- | -------------- | ------------------- | ----------------------- |
| 1.      | Europa         | 14                  | 16 (wykorzystany joker) |
| 2.      | Ameryka        | 11                  | 6                       |
| 3.      | Afryka         | 6                   | 4                       |
| 4.      | Azja i Oceania | 5                   | 2                       |